# Miletus natunensis
Miletus natunensis är en fjärilsart som beskrevs av Hans Fruhstorfer 1915. Miletus natunensis ingår i släktet Miletus och familjen juvelvingar. Inga underarter finns listade i Catalogue of Life.